# Lijst van gemeentelijke monumenten in Uithoorn
De gemeente Uithoorn telt 28 gemeentelijke monumenten (2012). Hieronder een overzicht.

## De Kwakel
De plaats De Kwakel kent 12 gemeentelijke monumenten:
| Object                                            | Bouwjaar               | Architect                                 | Locatie           | Coördinaten                   | Nr.         | Afbeelding                                        |
| ------------------------------------------------- | ---------------------- | ----------------------------------------- | ----------------- | ----------------------------- | ----------- | ------------------------------------------------- |
| Woonhuis                                          | ca. 1920               |                                           | Boterdijk 33-35   | 52° 14' 9" NB, 4° 48' 58" OL  | 0451/K05-06 | Woonhuis                                          |
| Schuur behorende bij Boterdijk 77 (Rijksmonument) |                        |                                           | Boterdijk 75      | 52° 14' 18" NB, 4° 48' 34" OL | 0451/K07    | Schuur behorende bij Boterdijk 77 (Rijksmonument) |
| Boerderij                                         | ca. 1870               |                                           | Boterdijk 130     | 52° 14' 28" NB, 4° 48' 9" OL  | 0451/K11    | Boerderij                                         |
| Woonhuis                                          | laatste kwart 19e eeuw |                                           | Drechtdijk 16     | 52° 14' 13" NB, 4° 47' 31" OL | 0451/K15    | Woonhuis                                          |
| Boerderij                                         | ca. 1900               |                                           | Drechtdijk 23     | 52° 14' 18" NB, 4° 47' 38" OL | 0451/K16    | Boerderij                                         |
| Boerderij                                         | 1860                   |                                           | Drechtdijk 49     | 52° 14' 13" NB, 4° 47' 33" OL | 0451/K17    | Boerderij                                         |
| Boerderij                                         |                        |                                           | Drechtdijk 72     | 52° 13' 51" NB, 4° 47' 9" OL  | 0451/K18    | Boerderij                                         |
| Boerderij                                         | 2e helft 19e eeuw      |                                           | Drechtdijk 89-91  | 52° 14' 2" NB, 4° 47' 23" OL  | 0451/K19    | Boerderij                                         |
| Boerderij "Schouwzicht"                           | 1863                   |                                           | Drechtdijk 90     | 52° 13' 45" NB, 4° 47' 2" OL  | 0451/K20    | Boerderij "Schouwzicht"                           |
| Boerderij                                         | 1865                   |                                           | Drechtdijk 125    | 52° 13' 51" NB, 4° 47' 11" OL | 0451/K21    | Boerderij                                         |
| Boerderij "Aurora"                                | 1865                   |                                           | Drechtdijk 137    | 52° 13' 47" NB, 4° 47' 7" OL  | 0451/K22    | Boerderij "Aurora"                                |
| Stationsgebouw en baanwachterswoning              | 1914                   | Hollandsche IJzeren Spoorweg Maatschappij | Noorddammerweg 44 | 52° 14' 56" NB, 4° 48' 6" OL  | 0451/K27    | Meer afbeeldingen                                 |

## Uithoorn
De plaats Uithoorn kent 16 gemeentelijke monumenten:
| Object                                  | Bouwjaar                | Architect                    | Locatie             | Coördinaten                   | Nr.         | Afbeelding                              |
| --------------------------------------- | ----------------------- | ---------------------------- | ------------------- | ----------------------------- | ----------- | --------------------------------------- |
| "De Hoeksteen"                          | 1965                    | Gerrit Rietveld              | Ariënslaan 1        | 52° 14' 36" NB, 4° 49' 26" OL | 0451/U01    | "De Hoeksteen"                          |
| Woonhuis                                | 1932                    | D. Verwoerd                  | Amsteldijk-noord 26 | 52° 14' 9" NB, 4° 50' 32" OL  | 0451/U03    | Woonhuis                                |
| Woonhuis                                | 1882                    |                              | Amsteldijk-noord 32 | 52° 14' 12" NB, 4° 50' 32" OL | 0451/U04    | Woonhuis                                |
| Werkvoorziening Morgenster              | 1932/1933               | D. Verwoerd                  | De Visserlaan 2-4   | 52° 14' 9" NB, 4° 50' 25" OL  | 0451/U12-13 | Werkvoorziening Morgenster              |
| Voormalig raadhuis/politiebureau        | 1937                    | Granpré Molière/Kok/Verhagen | Marktplein 2        | 52° 13' 58" NB, 4° 49' 56" OL | 0451/U26    | Voormalig raadhuis/politiebureau        |
| Woon en parochiehuis                    | 3e of 4e kwart 19e eeuw |                              | Schans 15           | 52° 13' 54" NB, 4° 49' 46" OL | 0451/U28    | Woon en parochiehuis                    |
| St. Jan de Doperkerk                    | 1867-1868               | Van den Brink                | Schans 16           | 52° 13' 55" NB, 4° 49' 44" OL | 0451/U29    | Meer afbeeldingen                       |
| Pastoriewoning bij St. Jan de Doperkerk | 1900                    | Herman van der Zijden        | Schans 14           | 52° 13' 55" NB, 4° 49' 44" OL | 0451/U29a   | Pastoriewoning bij St. Jan de Doperkerk |
| Woonhuizen, Brouwerij De Schans         | eind 18e eeuw           |                              | Schans 17-19-21     | 52° 13' 54" NB, 4° 49' 46" OL | 0451/U30    | Woonhuizen, Brouwerij De Schans         |
| Woonhuis                                | 1950                    |                              | Schans 23           | 52° 13' 54" NB, 4° 49' 46" OL | 0451/U31    | Woonhuis                                |
| Woonhuis                                | ca. 1820                |                              | Schans 25           | 52° 13' 53" NB, 4° 49' 47" OL | 0451/U32    | Woonhuis                                |
| Woning met koetshuis                    | 1920                    |                              | Schans 27           | 52° 13' 53" NB, 4° 49' 47" OL | 0451/U33    | Woning met koetshuis                    |
| Het Rechthuis                           | Laat 18e eeuw           |                              | Schans 29           | 52° 13' 52" NB, 4° 49' 47" OL | 0451/U34    | Het Rechthuis                           |
| Woonhuizen                              |                         |                              | Thamerlaan 15-16    | 52° 14' 3" NB, 4° 49' 47" OL  | 0451/U37    | Woonhuizen                              |
| Woonhuis                                |                         |                              | Thamerlaan 17       | 52° 14' 4" NB, 4° 49' 48" OL  | 0451/U38    | Woonhuis                                |
| Woonhuis                                |                         |                              | Thamerlaan 18-19    | 52° 14' 4" NB, 4° 49' 48" OL  | 0451/U39    | Woonhuis                                |
| Doktershuis                             | 1915                    |                              | Wilhelminakade 81   | 52° 14' 7" NB, 4° 50' 13" OL  | 0451/U43    | Doktershuis                             |